# 肖恩·克里斯坦 (市長)
肖恩·布倫特·克里斯坦（英語：Shawn Brent Christian；1975年9月14日—），是一名皮特凯恩群岛政治人物，前任皮特凱恩市長。
克里斯坦是前市長史蒂夫·克里斯坦（Steve Christian）與奧利夫·祖·布朗（Olive Jal Brown）的兒子，並以父母朋友的兒子肖恩·布蘭尼根（Shawn Branigan）的名字肖恩取名。他在1998年移居澳洲，並於新南威爾士州纽卡斯尔讀書。
他在2004年的皮特凱恩性侵犯審判也受父親和兄長蘭德爾（Randall）牽連，被引渡回新西蘭受審，被控強姦兒童及教唆強姦的兩項罪名。其後克里斯坦被判處三年和半徒刑，但入獄兩年後獲釋
。